# Acridocephala seriata
Acridocephala seriata là một loài bọ cánh cứng trong họ Cerambycidae.